# Loasàcies
Loasaceae és una família de plantes amb flors amb 15–20 gèneres i unes 200–260 espècies. Són plantes natives d'Amèrica i Àfrica. Comprenen plantes herbàcies anuals, bianuals i perennes i uns pocs arbusts i arbrets. Algunes espècies són plantes suculentes.
Gèneres
- Aosa Weigend (de vegades inclòs a Loasa)
- Blumenbachia Schrad.
- Caiophora C. Presl
- Cevallia Lag.
- Chichicaste Weigend (de vegades inclòs a Loasa)
- Eucnide Zucc.
- Fuertesia Urb.
- Gronovia L.
- Huidobria Gay (de vegades inclòs a Loasa)
- Kissenia R. Br. ex Endl.
- Klaprothia Kunth
- Loasa Adans.
- Mentzelia L.
- Nasa Weigend (de vegades inclòs a Loasa)
- Petalonyx A. Gray
- Plakothira Florence
- Presliophytum (Urb. & Gilg) Weigend (de vegades inclòs a Loasa)
- Schismocarpus S. F. Blake
- Scyphanthus Sweet
- Xylopodia Weigend